# 3931 Баттен
3931 Баттен (3931 Batten) — астероїд головного поясу, відкритий 1 березня 1984 року.
Тіссеранів параметр щодо Юпітера — 3,523.